# Campeonato Europeo de Natación de 1981
El XV Campeonato Europeo de Natación se celebró en Split (Yugoslavia) entre el 5 y el 12 de septiembre de 1981 bajo la organización de la Liga Europea de Natación (LEN) y la Federación Yugoslava de Natación.

## Resultados de natación

### Masculino
| Evento                   | Oro                                                                                | Plata                                                                              | Bronce                                                                                       |
| ------------------------ | ---------------------------------------------------------------------------------- | ---------------------------------------------------------------------------------- | -------------------------------------------------------------------------------------------- |
| 100 m libre              | Per Johansson · Suecia · 50,55                                                     | Jörg Woithe RDA 50,81                                                              | Sergei Krasiuk URSS 50,91                                                                    |
| 200 m libre              | Sergei Kopliakov URSS 1:51,23                                                      | Michael Söderlund · Suecia · 1:51,62                                               | Thomas Lejdström · Suecia · 1:52,11                                                          |
| 400 m libre              | Borut Petrič Yugoslavia 3:51,63                                                    | Vladimir Salnikov URSS 3:51,77                                                     | Darjan Petrič Yugoslavia 3:53,71                                                             |
| 1500 m libre             | Vladimir Salnikov URSS 15:09,17                                                    | Borut Petrič Yugoslavia 15:17,31                                                   | Rafael Escalas · España · 15:17,93                                                           |
| 100 m espalda            | Sándor Wladár · Hungría · 56,72                                                    | Vladimir Shemetov URSS 56,75                                                       | Víktor Kuznetsov URSS 56,96                                                                  |
| 200 m espalda            | Sándor Wladár · Hungría · 2:00,80                                                  | Vladimir Shemetov URSS2:01,32                                                      | Frédéric Delcourt Francia 2:03,35                                                            |
| 100 m braza              | Yuri Kis URSS 1:03,44                                                              | Arsen Miskarov URSS 1:03,63                                                        | Gerald Mörken RFA 1:03,85                                                                    |
| 200 m braza              | Robertas Žulpa URSS 2:16,15                                                        | Arsen Miskarov URSS 2:18,08                                                        | Adrian Moorhouse Reino Unido 2:18,14                                                         |
| 100 m mariposa           | Alexei Markovski URSS 54,39                                                        | Pär Arvidsson · Suecia · 54,60                                                     | Vadim Dombrovski URSS 55,00                                                                  |
| 200 m mariposa           | Michael Groß RFA 1:59,19                                                           | Phil Hubble Reino Unido 2:00,21                                                    | Sergei Fesenko URSS 2:00,48                                                                  |
| 200 m cuatro estilos     | Alexandr Sidorenko URSS 2:03,41                                                    | Giovanni Franceschi · Italia · 2:04,97                                             | Josef Hladký Checoslovaquia 2:06,15                                                          |
| 400 m cuatro estilos     | Sergei Fesenko URSS 4:22,77                                                        | Leszek Górski · Polonia · 4:23,62                                                  | Giovanni Franceschi · Italia · 4:24,82                                                       |
| 4 × 100 m libre          | URSS Vladimir Shemetov Vladimir Salnikov Aleksandr Cháyev Sergey Kopliakov 3:21,48 | Suecia · Per Holmertz · Per Wikström · Lasse Lindqvist · Per Johansson · 3:22,48   | RFA Peter Knust Wilfried Kuhlem Michael Groß Andreas Schmidt 3:22,67                         |
| 4 × 200 m libre          | URSS Vladimir Shemetov Vladimir Salnikov Aleksandr Cháyev Sergey Kopliakov 7:24,41 | RFA Michael Groß Gerald Schlupp Andreas Schmidt Frank Wennmann 7:25,22             | Suecia · Michael Söderlund · Per Wikström · Per-Alvar Magnusson · Thomas Lejdström · 7:27,78 |
| 4 × 100 m cuatro estilos | URSS Víktor Kuznetsov Yuri Kis Aleksey Markovsky Sergey Krasyuk 3:44,23            | Suecia · Bengt Baron · Glen Christiansen · Pär Arvidsson · Per Johansson · 3:45,01 | RDA Dirk Richter Sigurd Hanke Olaf Ziesche Jörg Woithe 3:45,66                               |

### Femenino
| Evento                   | Oro                                                                 | Plata                                                                           | Bronce                                                                                              |
| ------------------------ | ------------------------------------------------------------------- | ------------------------------------------------------------------------------- | --------------------------------------------------------------------------------------------------- |
| 100 m libre              | Caren Metschuk RDA 55,74                                            | Birgit Meinecke RDA 56,06                                                       | Conny van Bentum · Países Bajos · 56,73                                                             |
| 200 m libre              | Carmela Schmidt RDA 2:00,27                                         | Birgit Meinecke RDA 2:00,57                                                     | Conny van Bentum · Países Bajos · 2:01,15                                                           |
| 400 m libre              | Ines Diers RDA 4:08,58                                              | Carmela Schmidt RDA 4:08,71                                                     | Jackie Willmott Reino Unido 4:15,23                                                                 |
| 800 m libre              | Carmela Schmidt RDA 8:32,79                                         | Ines Diers RDA 8:32,89                                                          | Jackie Willmott Reino Unido 8:37,22                                                                 |
| 100 m espalda            | Ina Kleber RDA 1:02,81                                              | Cornelia Polit RDA 1:03,12                                                      | Carmen Bunaciu Rumania 1:03,34                                                                      |
| 200 m espalda            | Cornelia Polit RDA 2:12,55                                          | Jolanda de Rover · Países Bajos · 2:15,22                                       | Larisa Gorchakova URSS 2:16,10                                                                      |
| 100 m braza              | Ute Geweniger RDA 1:08,60                                           | Susannah Brownsdon Reino Unido 1:11,05                                          | Larisa Belokon URSS 1:11,17                                                                         |
| 200 m braza              | Ute Geweniger RDA 2:32,41                                           | Larisa Belokon URSS 2:33,07                                                     | Grażyna Dziedzic · Polonia · 2:35,35                                                                |
| 100 m mariposa           | Ute Geweniger RDA 1:00,40                                           | Ines Geißler RDA 1:00,97                                                        | Karin Seick RFA 1:01,37                                                                             |
| 200 m mariposa           | Ines Geißler RDA 2:08,50                                            | Heike Dähne RDA 2:09,59                                                         | Agnieszka Czopek · Polonia · 2:13,47                                                                |
| 200 m cuatro estilos     | Ute Geweniger RDA 2:12,64                                           | Petra Schneider RDA 2:13,49                                                     | Olga Klevakina URSS 2:19,10                                                                         |
| 400 m cuatro estilos     | Petra Schneider RDA 4:39,30                                         | Ute Geweniger RDA 4:45,43                                                       | Agnieszka Czopek · Polonia · 4:49,75                                                                |
| 4 × 100 m libre          | RDA Birgit Meinecke Caren Metschuck Ines Diers Susanne Link 3:44,37 | RFA Marion Aizpors Karin Seick Ute Neubert Susanne Schuster 3:47,42             | Países Bajos · Annemarie Verstappen · Monique Drost · Wilma van Velsen · Conny van Bentum · 3:49,65 |
| 4 × 100 m cuatro estilos | RDA Ina Kleber Ute Geweniger Ines Geißler Caren Metschuck 4:09,72   | URSS Larisa Gorchakova Larisa Belokon Natalia Pokas Natalya Strunnikova 4:13,23 | RFA Ute Neubert Andrea Schönborn Karin Seick Marion Aizpors 4:13,42                                 |

### Medallero
| Núm. | País           | Oro | Plata | Bronce | Total |
| ---- | -------------- | --- | ----- | ------ | ----- |
| 1    | RDA            | 14  | 10    | 1      | 25    |
| 2    | URSS           | 10  | 7     | 7      | 24    |
| 3    | Hungría        | 2   | 0     | 0      | 2     |
| 4    | Suecia         | 1   | 4     | 2      | 7     |
| 5    | RFA            | 1   | 2     | 4      | 7     |
| 6    | Yugoslavia     | 1   | 1     | 1      | 3     |
| 7    | Reino Unido    | 0   | 2     | 3      | 5     |
| 8    | Países Bajos   | 0   | 1     | 3      | 4     |
| 8    | Polonia        | 0   | 1     | 3      | 4     |
| 10   | Italia         | 0   | 1     | 1      | 2     |
| 11   | Checoslovaquia | 0   | 0     | 1      | 1     |
| 11   | España         | 0   | 0     | 1      | 1     |
| 11   | Francia        | 0   | 0     | 1      | 1     |
| 11   | Rumania        | 0   | 0     | 1      | 1     |
|      | TOTAL          | 29  | 29    | 29     | 87    |

## Resultados de saltos

### Masculino
| Evento          | Oro                               | Plata                          | Bronce                                 |
| --------------- | --------------------------------- | ------------------------------ | -------------------------------------- |
| Trampolín 3 m   | Alexandr Portnov URSS 665,94 pts. | Sergei Kuzmin URSS 641,49 pts. | Niki Stajkovic · Austria · 639,72 pts. |
| Plataforma 10 m | David Hambardzumian URSS 606,96   | Vladimir Aleinik URSS 601,92   | Dieter Waskow RDA 550,20               |

### Femenino
| Evento          | Oro                                  | Plata                           | Bronce                          |
| --------------- | ------------------------------------ | ------------------------------- | ------------------------------- |
| Trampolín 3 m   | Zhanna Tsirulnikova URSS 499,74 pts. | Martina Jäschke RDA 492,18 pts. | Irina Kalinina URSS 467,31 pts. |
| Plataforma 10 m | Katarina Zipperling RDA 433.05       | Tatiana Beliakova URSS 403,23   | Martina Jäschke RDA 393,33      |

### Medallero
| Núm. | País    | Oro | Plata | Bronce | Total |
| ---- | ------- | --- | ----- | ------ | ----- |
| 1    | URSS    | 3   | 3     | 1      | 7     |
| 2    | RDA     | 1   | 1     | 2      | 4     |
| 3    | Austria | 0   | 0     | 1      | 1     |
|      | TOTAL   | 4   | 4     | 4      | 12    |

## Resultados de natación sincronizada
| Evento | Oro | Plata | Bronce |
| ------ | --- | --- | --- |
| Solo   | Carolyn Wilson Reino Unido 176.017 pts.                                                                                                   | Alexandra Worisch · Austria · 167,684 pts. | Marijke Engelen · Países Bajos · 166,767 pts. |
| Dúo    | Caroline Holmyard Carolyn Wilson Reino Unido 171,417                                                                                      | Marijke Engelen · Catrien Eijken · Países Bajos · 166,142 | Eva-Maria Edinger · Alexandra Worisch · Austria · 163,201                                                                                            |
| Equipo | Tracy Cook Louise Corkhill Amanda Dodd Deborah Golding Caroline Holmyard Sheila Kenton Philippa Sutton Carolyn Wilson Reino Unido 168,658 | Catrien Eijken · Marijke Engelen · Marleen Engelen · Petri Engels · Judith van der Berg · Maria van den Broek · Liesbeth van Hoorn · Ilse Westbroe · Países Bajos · 167,850 | Cornelia Blank · Edith Boss · Ines Gerber · Silvia Grossenbacher · Maya Mast · Irene Singer · Karin Singer · Caroline Sturzenegger · Suiza · 164,356 |

### Medallero
| Núm. | País         | Oro | Plata | Bronce | Total |
| ---- | ------------ | --- | ----- | ------ | ----- |
| 1    | Reino Unido  | 3   | 0     | 0      | 3     |
| 2    | Países Bajos | 0   | 2     | 1      | 3     |
| 3    | Austria      | 0   | 1     | 1      | 2     |
| 4    | Suiza        | 0   | 0     | 1      | 1     |
|      | TOTAL        | 3   | 3     | 3      | 9     |

## Resultados de waterpolo
| Evento    | Oro | Plata | Bronce  |
| --------- | --- | ----- | ------- |
| Masculino | RFA | URSS  | Hungría |

## Medallero total
| Núm. | País           | Oro | Plata | Bronce | Total |
| ---- | -------------- | --- | ----- | ------ | ----- |
| 1    | RDA            | 15  | 11    | 3      | 29    |
| 2    | URSS           | 13  | 11    | 8      | 32    |
| 3    | Reino Unido    | 3   | 2     | 3      | 8     |
| 4    | RFA            | 2   | 2     | 4      | 8     |
| 5    | Hungría        | 2   | 0     | 1      | 3     |
| 6    | Suecia         | 1   | 4     | 2      | 7     |
| 7    | Yugoslavia     | 1   | 1     | 1      | 3     |
| 8    | Países Bajos   | 0   | 3     | 4      | 7     |
| 9    | Polonia        | 0   | 1     | 3      | 4     |
| 10   | Austria        | 0   | 1     | 2      | 3     |
| 11   | Italia         | 0   | 1     | 1      | 2     |
| 12   | Checoslovaquia | 0   | 0     | 1      | 1     |
| 12   | España         | 0   | 0     | 1      | 1     |
| 12   | Francia        | 0   | 0     | 1      | 1     |
| 12   | Suiza          | 0   | 0     | 1      | 1     |
| 12   | Rumania        | 0   | 0     | 1      | 1     |
|      | TOTAL          | 37  | 37    | 37     | 111   |